# Koiní
Koiní (Kini, Koini) är en ort i Grekland.   Den ligger i prefekturen Chios och regionen Nordegeiska öarna, i den östra delen av landet, 210 km öster om huvudstaden Aten. Koiní ligger 189 meter över havet och antalet invånare är 146. Den ligger på ön Chios.
Terrängen runt Koiní är kuperad åt nordväst, men åt sydost är den platt. Havet är nära Koiní åt sydost.  Närmaste större samhälle är Chios, 14,1 km norr om Koiní. 